# Станіславув (Лодзький-Східний повіт)
Станіславув (пол. Stanisławów) — село в Польщі, у гміні Тушин Лодзький-Східного повіту Лодзинського воєводства.